# Dolni Manastirets
Dolni Manastirets (en macédonien Долни Манастирец) est un village de l'ouest de la Macédoine du Nord, situé dans la municipalité de Makedonski Brod. Le village comptait 169 habitants en 2002.

## Démographie
Lors du recensement de 2002, le village comptait :
- Macédoniens : 169